# Tian Shiau-wen
Pour les articles homonymes, voir Tian.
Dans ce nom chinois, le nom de famille, Tian, précède le nom personnel Shiau-wen.
Tian Shiau-wen (parfois orthographié Tien Shiau-wen, en chinois traditionnel : 田曉雯 ; pinyin : Tián Xiǎowén), née le 14 décembre 1999 à Kaohsiung, est une pongiste handisport taïwanaise.

## Biographie
Tian Shiau-wen naît le 14 décembre 1999 à Kaohsiung, avec une atrophie nerveuse à la main droite.
Elle commence la pratique du tennis de table dès l'âge de neuf ans. Elle étudie ensuite à l'université nationale de Kaohsiung (en),.
Elle performe en 2015 aux championnats d'Asie, médaillée de bronze en épreuve individuelle. Elle remporte la médaille d'argent deux ans plus tard.
Lors des Jeux para-asiatiques de Jakarta en 2018, elle remporte deux médailles d'argent, en épreuve individuelle ainsi qu'en double dames,. Elle est ensuite médaillée de bronze aux championnats du monde en individuel.
Elle remporte son premier tournoi majeur en 2019, en épreuve double des championnats d'Asie, au cours desquels elle arrive 3e en épreuve individuelle.
Tian prend part à ses premiers Jeux paralympiques à Tokyo en 2021, alors âgée de 21 ans et classée no 5 mondiale, au cours desquels elle remporte la médaille de bronze en catégorie individuelle.
En 2022, elle remporte la médaille de bronze aux championnats du monde en épreuve de double dames.
À l'occasion des Jeux para-asiatiques de 2022, disputés en 2023, elle récolte deux médailles d'argent, en double dames ainsi qu'en épreuve individuelle où elle s'incline contre sa partenaire de double,.
Aux Jeux paralympiques de Paris 2024, elle se hisse jusqu'en finale en épreuve du double dames avec sa partenaire Lin Tzu-yu, remportant la médaille d'argent. En épreuve individuelle, elle remporte une nouvelle médaille de bronze. À l'issue de la compétition, elle est désignée comme l'une des deux porte-drapeaux de la délégation taïwanaise dans le cadre de la cérémonie de clôture.

## Palmarès

### Jeux paralympiques
- Médaille d'argent du double dames aux Jeux paralympiques d'été de 2024 (classe WD20)
- Médaille de bronze du simple dames aux Jeux paralympiques d'été de 2020[note 1] (classe 10)
- Médaille de bronze du simple dames aux Jeux paralympiques d'été de 2024 (classe 10)

### Championnats du monde
- Médaille de bronze du simple dames aux championnats du monde de 2018 (classe 10)
- Médaille de bronze du double dames aux championnats du monde de 2018 (classe 20)

### Jeux para-asiatiques
- Médaille d'argent du simple dames aux Jeux para-asiatiques de 2018 (classe 10)
- Médaille d'argent du double dames aux Jeux para-asiatiques de 2018 (classe 8-10)
- Médaille d'argent du simple dames aux Jeux para-asiatiques de 2022[note 2] (classe 10)
- Médaille d'argent du double dames aux Jeux para-asiatiques de 2022[note 2] (classe 20)

### Championnats d'Asie
- Médaille d'or du double dames aux championnats d'Asie de 2019 (classe 10)
- Médaille d'argent du simple dames aux championnats d'Asie de 2017 (classe 10)
- Médaille d'argent du simple dames aux championnats d'Asie de 2019 (classe 10)
- Médaille de bronze du simple dames aux championnats d'Asie de 2015 (classe 9-10)